# Vzdělanostní mobilita
Vzdělanostní mobilita nastává tehdy, když jedinec dosahuje jiné vzdělanostní úrovně než jeho rodiče. Tento koncept vychází z myšlenky sociální mobility, podle amerického sociologa Sorokina, který popsal sociální mobilitu jako změnu sociální pozice jednotlivce či skupiny z jedné úrovně do druhé.
Nejčastěji se vzdělanostní mobilita zkoumá z pohledu přístupu jedinců z různých prostředí k vysokoškolskému vzdělání. Z těchto výzkumů vyplývá, že dochází k nerovnostem v přístupu k vysokoškolskému vzdělání. Ukazuje se, že potomci rodičů dělníků a rodičů vysokoškoláků nemají stejný přístup k vysokoškolskému studiu. Potomci rodičů vysokoškoláků mají totiž větší pravděpodobnost, že budou studovat na vysoké škole.
Opakem vzdělanostní mobility je vzdělanostní reprodukce. Takto označujeme situaci, kdy si dítě vede ve vzdělávacím systému obdobně, jako jeho rodiče. Tedy když dosáhne stejné úrovně vzdělání.
Vzdělanostní reprodukcí se zabývá například Tomáš Katrňák. Tento český sociolog a pedagog se zabývá především vzdělanostní reprodukcí mezi generacemi v dělnických rodinách a v rodinách vysokoškoláků. Z jeho výzkumu vyplývá, že děti z dělnických rodin i z rodin vysokoškoláků následují vzdělávací dráhu svých rodičů. Jinými slovy je velmi pravděpodobné, že se potomek dělníka stane opět dělníkem a potomek vysokoškoláka vystuduje vysokou školu. Jednotlivé sociální vrstvy mají určitou šanci změnit svou vzdělávací dráhu. Pro děti z dělnických rodin je ale až šestkrát menší šance, že dosáhnou vysokoškolského vzdělání oproti dětem, jejichž rodič je absolventem vysoké školy.
Je nutné pokoušet se o vzestupnou vzdělanostní mobilitu (nejen ze sociálních či politických důvodů, ale také ekonomických). S vyšším počtem vysokoškolsky vzdělaných lidí totiž narůstá i počet kvalifikovaných a vzdělaných pracovníků. Díky tomu se zaměstná více odborníků a managerů. V souvislosti s tím roste konkurenceschopnost národních ekonomik. Ta je spojována s ekonomickým růstem.

## Dělení vzdělanostní mobility
- Vzestupná: Jedná se o případ, kdy dítě dosáhne vyšší úrovně vzdělání než jeho rodiče (například rodiče vyučeni, dítě vysokoškolák).
- Sestupná: Jedná se o případ, kdy dítě dosáhne nižší úrovně vzdělání než jeho rodiče (například rodič vysokoškolák, dítě vyučené).
- Kompetitivní (angl. contest mobility): Posun ve vzdělávacím systému je založen na výkonu jedince.
- Sponzorovaná (angl. sponsored mobility): Posun ve vzdělávacím systému je založen na uplatňování zvláštních kritérií – vyplývá z určitých charakteristik (např. z dělnického původu nebo pohlaví).[1][4]

## Faktory, které mají vliv na vzdělanostní mobilitu
Mezi hlavní faktory, které ovlivňují vzdělávací dráhu jednotlivce, patří:
- Vzdělání rodičů: Dosažená úroveň vzdělání rodičů silně ovlivňuje vzdělávací dráhu jejich potomka. Potomek vysokoškolsky vzdělaných rodičů má větší pravděpodobnost dosažení vysokoškolského vzdělání.
- Kapitál rodiny: Zdroje, které má jednotlivec k dispozici a které určují jeho místo ve struktuře společnosti. Kapitál se dělí na ekonomický, sociální a kulturní.
- Socioekonomický status rodiny: Pozice rodiny v sociální stratifikaci
- Vzdělanostní aspirace: Usilování o dosažení určité úrovně vzdělání má také vliv na samotné vzdělávání. Lidé z dělnických rodin nemívají tak vysoké aspirace jako lidé z rodin vysokoškoláků.
- Komunikace v rodině: Způsob, jakým se v rodině hovoří o škole ovlivňuje to, jak potomek ke škole přistupuje.
- Intergenerační přenos hodnot: Lidé z nižších sociálních vrstev obvykle nepřikládají vzdělání vysokou hodnotu oproti lidem z vyšších vrstev.
- Kultura, ve které se jedinec socializuje: Kultura má totiž vliv na přijmutí ideologie úspěchu, což se promítá do vzdělanostních aspirací.
- Struktura rodiny: Počet sourozenců, pořadí narození dítěte, úplnost rodiny[2][5]

## Trowův koncept terciárního vzdělávání
Narůstající počet studentů na vysokých školách ovlivňuje mnohé. Podle Martina Trowa prochází terciární vzdělávání třemi fázemi v závislosti na počtu studentů.
- Elitní terciární vzdělávání je schopno vzdělávat do 15% příslušné věkové skupiny
- Masové terciární vzdělávání je schopno vzdělávat do 30-50% příslušné věkové skupiny
- Univerzální terciární vzdělávání je schopno vzdělávat nad 50% příslušné věkové skupiny

Všechny tyto fáze ovlivňují i další aspekty terciárního vzdělávání jako například postoje k přístupu k terciárnímu vzdělávání. U první (elitní) fáze je přístup k tomuto vzdělávání spíše privilegiem na základě původu či talentu jedince. Ve druhé (masové) fázi se vzdělávat mohou ti, kteří splňují určitou kvalifikaci. Ve třetí fázi (universální) je terciární vzdělávání povinností pro vyšší i střední třídu. Podobně se během těchto fází mění i funkce vysokého školství, standardy kvality, přístup a výběr atd.

## Vzdělanostní mobilita v České republice
Z grafu uvedeného níže je zřejmé, že v České republice přibývá vysokoškolsky vzdělaných jedinců a ubývá těch, kteří mají pouze základní vzdělání. Dle tohoto zjištění se dá konstatovat, že je v České republice vzdělanostní mobilita vzestupná. V posledních třech desetiletí prudce narůstá počet studentů na vysokých školách. Podle Trowova konceptu můžeme hovořit o masifikaci terciárního vzdělávání.

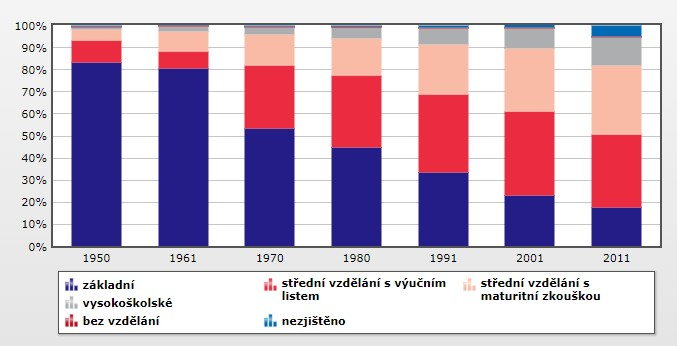
Obyvatelstvo v České republice podle dosaženého vzdělání